# 태풍 볼라벤 (2012년)
태풍 볼라벤(태풍 번호: 1215, JTWC 지정 번호: 16W, 국제명: BOLAVEN, 필리핀 기상청(PAGASA) 지정 이름: Julian)은 2012년에 북서태평양에서 발생한 15번째 태풍이자 제4호 태풍 구촐, 태풍 비센티, 태풍 덴빈에 이어 4번째 4등급 태풍으로 중심기압이 910 hPa까지 도달했다. 태풍 볼라벤은 제14호 태풍 덴빈과 후지와라 효과가 발생해 중국으로 서진하게 되는 초기 예상진로가 한반도로 북서진하게 되는 진로로 바뀌어 한반도에 엄청난 피해를 입혔다. 대한민국에서 19명이 숨지고 조선민주주의인민공화국에서 59명이 숨지는 사고가 발생하는 등 피해가 속출했다. 특히 전라남도 완도군에서 최대순간풍속이 51.8 m/s를 기록해 강풍으로는 2007년의 태풍 나리 이후 가장 강한 태풍이었고 전라남도 신안군 흑산도에서는 해면기압이 961.9 hPa를 기록하여 기압으로는 2003년의 태풍 매미 이후 9년만의 극값을 세웠다. 또한 북위 28.4도에서 중심기압이 935 hPa, 북위 30.5도에서 중심기압이 945 hPa까지 떨어지는 등 상당한 고위도 지역에서도 '매우 강'한 세력을 유지했고 온대저기압으로 변질된 이후 남은 잔해들은 러시아 극동 지방까지 도달했다. 태풍 볼라벤은 2012년에 한반도에 영향을 준 3번째 태풍이었다. 당시 북한에 상륙한 태풍 중 가장 큰 위력이였으나, 2019년에 태풍 링링이 이를 초월했다.

## 태풍의 진행

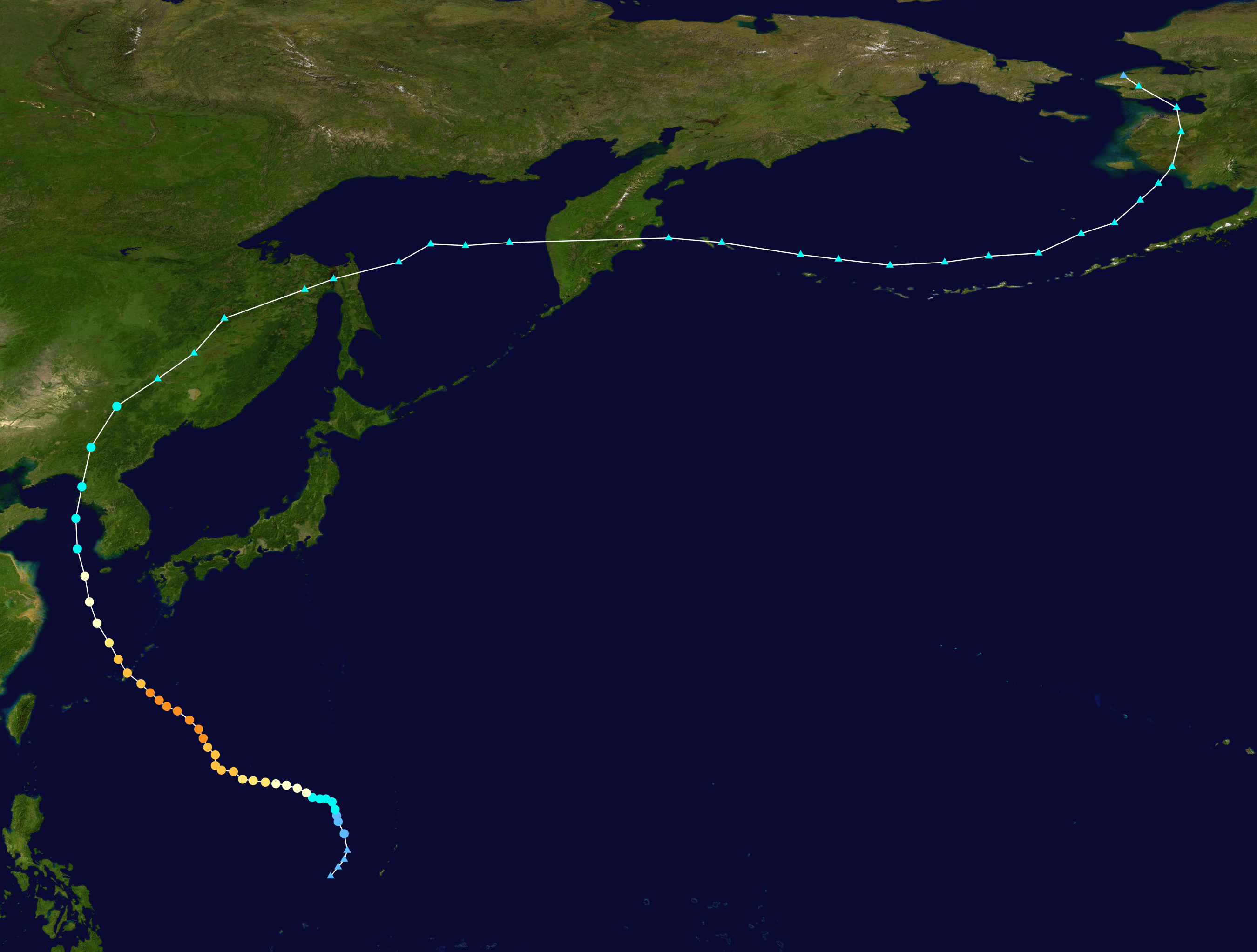
태풍 볼라벤의 이동 경로

8월 20일 오전 9시, 괌 서쪽 해상에 있던 열대 저기압(TD)에 대해 일본 기상청의 태풍 발생 예보가 내려렸고, 같은 날 오후 3시, 괌 북서쪽 약 570 km 부근 해상에서 중심 기압 1000 hPa, 최대 풍속 18 m/s, 강풍 반경 200 km, 열대 폭풍(TS)급의 제15호 태풍 볼라벤이 되었다. 발생 직후부터 8월 24일까지 서북서진과 서진을 반복하며 이동하는 모습을 보였다.
8월 21일 오후 3시, 괌 북서쪽 약 710 km 부근 해상에서 중심 기압 985 hPa, 최대 풍속 25m/s로 발달했고, 8월 21일 오후 9시, 중심기압 975 hPa, 최대 풍속 34 m/s, 강풍 반경 280 km의 강한 소형 태풍(TY)으로 급격하게 발달했다. 일본 오키나와를 향해 북쪽이나 서쪽으로 치우친 진행 방향을 교대로 보이기 시작했다. 또한 같은 날 오후 9시에는 일본 오키나와 남동쪽 약 700 km 부근 해상에서 중심 기압 940 hPa, 최대 풍속 47 m/s, 강풍 반경 450 km의 매우 강한 중형 태풍으로 더욱 발달했다. 8월 26일 오전 9시, 일본 기상청은 태풍 볼라벤이 오키나와섬 나하시 동남동쪽 해상에서 최성기(最盛期)를 맞이한 것으로 해석하였으며, 중심 기압은 910 hPa, 최대 풍속은 100 kt(약 55 m/s), 강풍 반경은 650 km로 해석하였다.
이후 오키나와섬을 지난 태풍 볼라벤은 동중국해로 진출, 고위도로 북상하면서 점차 약화되기 시작했다. 그리고 8월 27일 오전 9시 무렵에는 일본 기상청 기준으로 중심 기압 950 hPa, 최대 풍속 80 kt(약 40 m/s)를 기록하면서 매우 강한 태풍에서 강한 태풍으로 약화되었다.
8월 28일 새벽에는 황해 상으로 진출하면서, 한반도의 제주도와 남부 지방에 영향을 주었고, 아침부터 한반도에 직접적인 영향을 주었다. 대한민국 기상청은 태풍이 같은 날 오후 4시경에 북한 황해남도 강령군 장수리 부근에 상륙하였다고 분석했다. 이후 태풍 볼라벤은 북한을 거쳐 중국으로 진입해 8월 29일 오전 6시에 북한 자강도 강계 북쪽 220 km 부근 육상에서 온대저기압으로 변질되었다.
이름인 볼라벤(BOLAVEN)은 라오스에서 제출하였으며 볼라웬고원을 의미한다.

## 중심 기압 및 최대 풍속의 경과
| 날짜 및 시간      | 중심 기압 | 최대 풍속 | 비고                                                     |
| ----------------- | --------- | --------- | -------------------------------------------------------- |
| 8월 26일 오후 9시 | 920 hPa   | 53 m/s    | 일본 오키나와 상륙, 일본 오키나와 북동쪽 40 km 육상 통과 |
| 8월 27일 오전 3시 | 930 hPa   | 50 m/s    | 일본 오키나와 북북서쪽 140 km 해상 통과                  |
| 8월 27일 오전 9시 | 935 hPa   | 48 m/s    | 일본 오키나와 북북서쪽 250 km 해상 통과                  |
| 8월 27일 오후 3시 | 945 hPa   | 45 m/s    | 서귀포 남남서쪽 380 km 해상 통과                         |
| 8월 27일 오후 6시 | 945 hPa   | 45 m/s    | 서귀포 남남서쪽 310 km 해상 통과                         |
| 8월 27일 오후 9시 | 950 hPa   | 43 m/s    | 서귀포 남남서쪽 250 km 해상 통과                         |
| 8월 28일 밤 12시  | 955 hPa   | 41 m/s    | 서귀포 남서쪽 170 km 해상 통과                           |
| 8월 28일 오전 3시 | 960 hPa   | 40 m/s    | 서귀포 서남서쪽 120 km 해상 통과                         |
| 8월 28일 오전 6시 | 960 hPa   | 40 m/s    | 목포 남서쪽 120 km 해상 통과                             |
| 8월 28일 오전 9시 | 960 hPa   | 40 m/s    | 목포 북서쪽 100 km 해상 통과                             |
| 8월 28일 낮 12시  | 960 hPa   | 40 m/s    | 서산 서쪽 80 km 해상 통과                                |
| 8월 28일 오후 3시 | 965 hPa   | 38 m/s    | 서울 서북서쪽 120 km 해상 통과                           |
| 8월 28일 오후 4시 | 965 hPa   | 38 m/s    | 황해도 강령군 장수리 상륙                                |
| 8월 28일 오후 6시 | 970 hPa   | 36 m/s    | 평양 남쪽 120 km 육상 통과                               |
| 8월 28일 오후 9시 | 975 hPa   | 30 m/s    | 평양 남서쪽 30 km 육상 통과                              |
| 8월 29일 밤 12시  | 980 hPa   | 28 m/s    | 강계 남서쪽 120 km 해상 통과                             |
| 8월 29일 오전 3시 | 986 hPa   | 27 m/s    | 만주지방 진입, 강계 서북서쪽 100 km 육상 통과            |
| 8월 29일 오전 6시 | 986 hPa   | -         | 강계 북쪽 220 km 육상에서 온대저기압으로 변질            |

## 기록
- 최대 순간 풍속 (상위 5지점)
  - 완도 51.8 m/s
  - 진도 43.6 m/s
  - 흑산도 42.2 m/s
  - 제주 고산 39.9 m/s
  - 군산 39.7 m/s

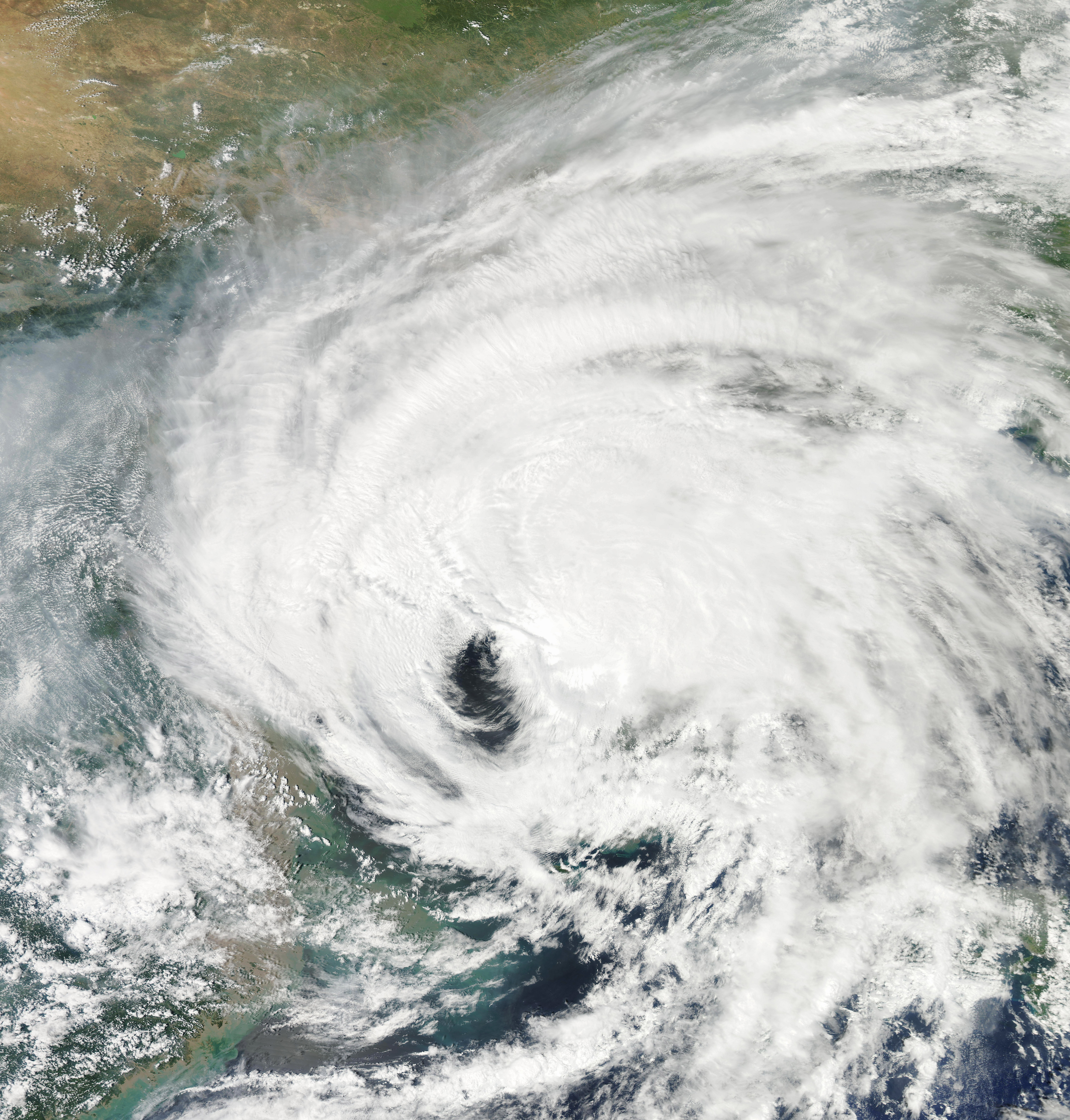
황해에서 북상 중인 태풍 볼라벤 (8월 28일)

  - 자동기상관측장비(AWS)[2] 관측치: 무등봉 59.5 m/s, 가파도 46.7 m/s, 홍도 44.0 m/s, 원효봉 41.4 m/s

- 최저 해면기압 (상위 3지점)
  - 흑산도 961.9 hPa
  - 제주 고산 967.1 hPa
  - 진도 970.5 hPa
  - 이어도 해양과학기지: 944.33 hPa[3]

- 기간 강수량 (상위 3지점, 8월 27일~28일)
  - 제주 305.9 mm
  - 강진 217.0 mm
  - 해남 203.5 mm
  - 자동기상관측장비(AWS)[2] 관측치: 한라산 윗세오름 740.5 mm, 지리산 뱀사골 267.5 mm, 화순 이양 216.5 mm

## 피해

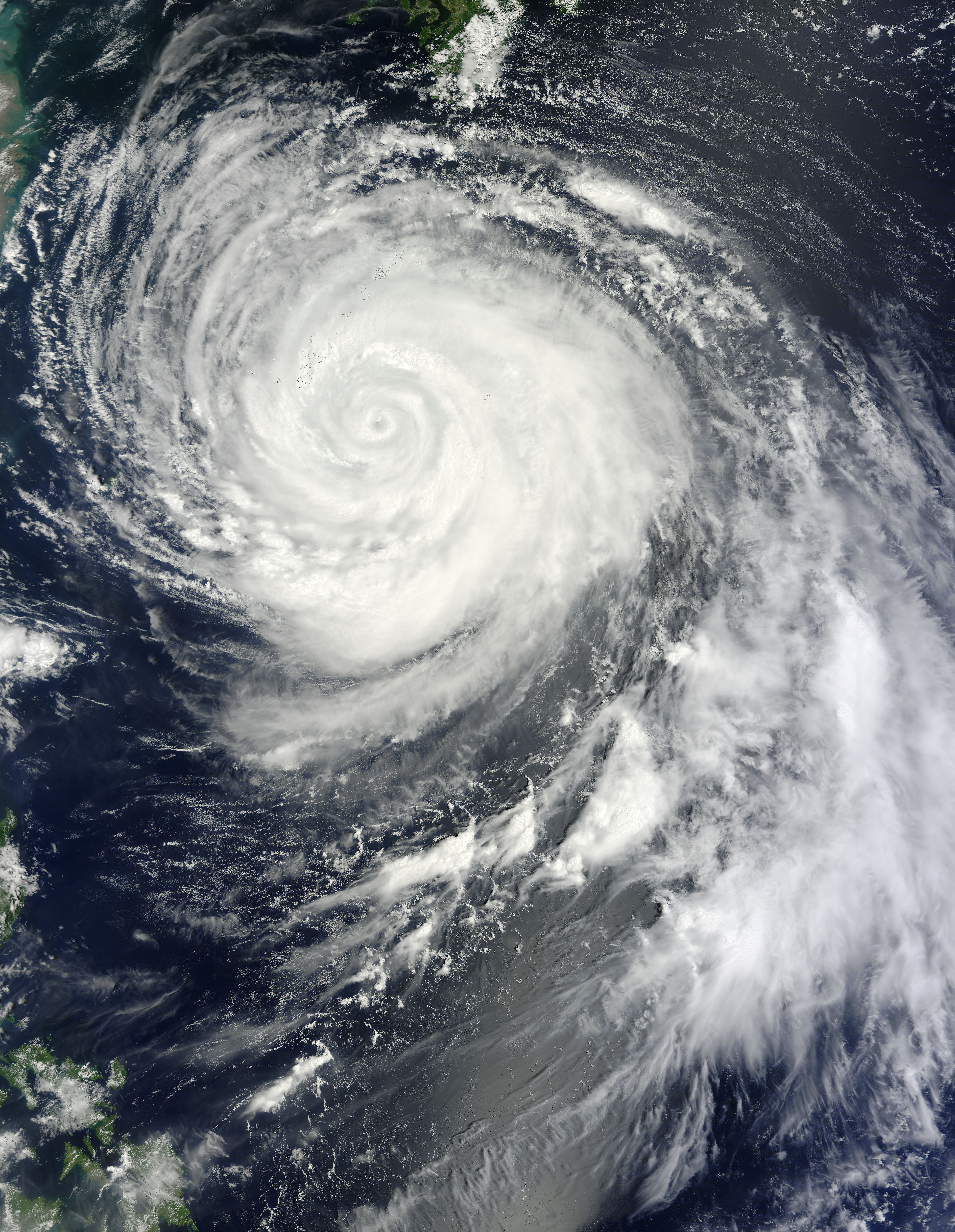
태풍 볼라벤 (8월 26일)

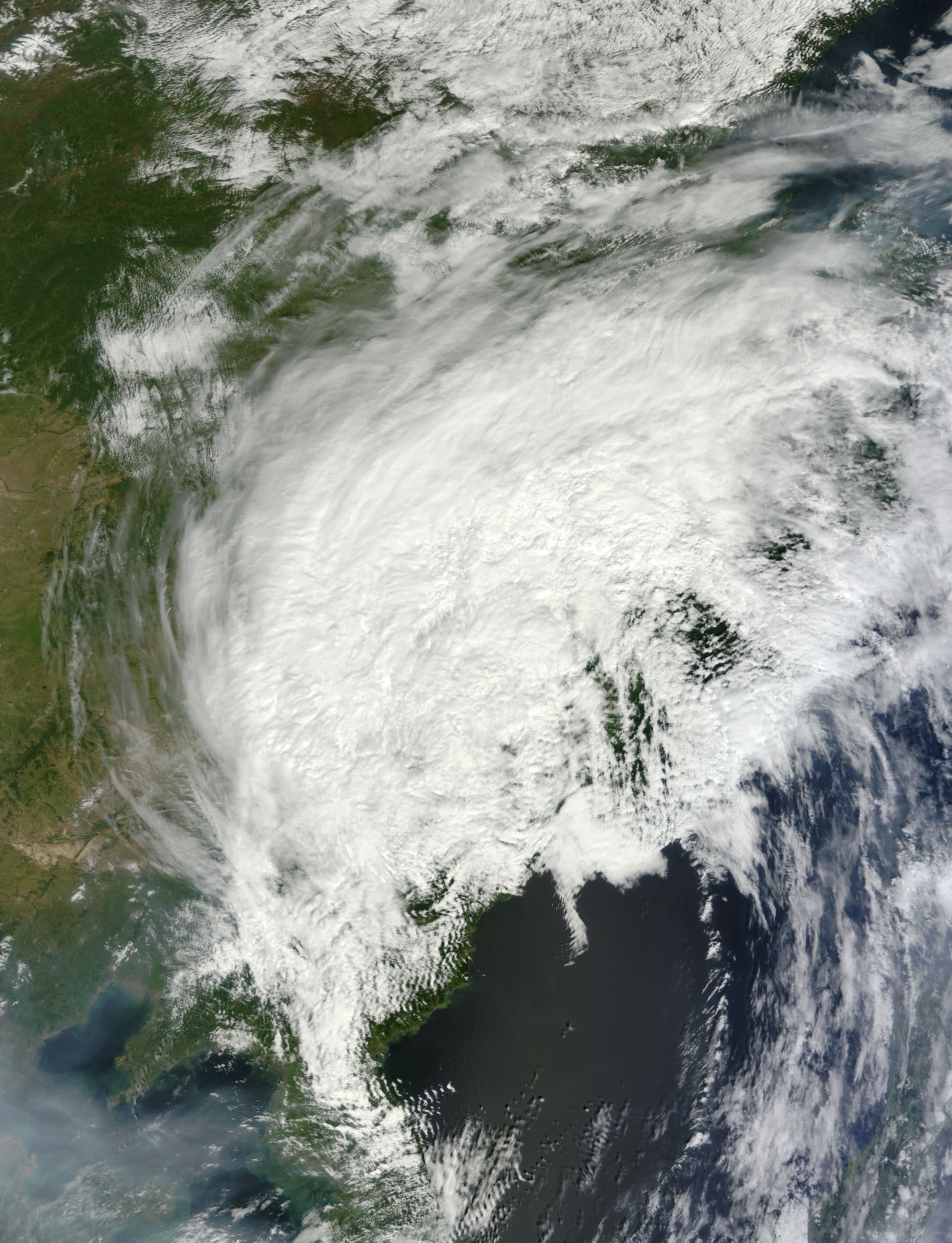
태풍 볼라벤 (8월 29일)

### 일본
태풍 볼라벤은 규슈와 오키나와에서 1956년의 태풍 나하 이후 56년만의 강력한 태풍으로 여겨졌다. 볼라벤의 강풍은 규슈섬 남부에 위치한 가고시마현의 거주민 6만명분의 전기 공급을 차단시켰다. 볼라벤이 엄청난 세력으로 오키나와섬을 통과했으나 피해는 예상보다 적었다. 가데나 공군 기지에서는 해면기압이 952 hPa를 기록했고 오키나와섬에서는 222 km/h (138 mph)의 돌풍이 불기도 하였다. 아마미 군도의 세토우치정에서 551.5 mm, 오키나와현의 구니가미촌에서는 535 mm의 강수량이 관측되었다. 태풍 볼라벤이 지나간 후 수많은 다리와 도로가 폐쇄되거나 잔해물로 인해 차단되어 통행을 어렵게 만들었다. 8월 26일 밤, 태풍 볼라벤의 직접적인 영향을 받은 오키나와섬에서는 1만여 세대가 정전이 되었고, 강풍으로 7명이 다쳤으며, 모든 학교는 하루 휴교에 들어갔다. 규슈 남부 가고시마현 아마미시에서도 6만여 가구가 정전 피해를 입었다.
태풍 볼라벤으로 인한 산사태 발생을 대비하게 위해 8월 27일 아마미 제도의 거주민 5,500명이 대피했다. 이중 도쿠노섬의 도쿠노시마정에서만 1,065명이 대피한 것으로 알려졌고 8월 26일 오후에는 오키나와현 대부분 지역에서 휴대전화 통신이 두절되기도 하였다. 태풍 볼라벤은 오키나와섬을 중심기압 910 hPa의 세력으로 통과하면서 이 지역을 강타한 역대 태풍 중 강력한 태풍에 속하게 되었다. 일본 전역에서 재산피해액은 4억 2328만 일본 엔 (539만 미국 달러)가 집계되었다.

### 대한민국
대한민국에서 태풍 볼라벤이 최초로 영향을 끼친 곳은 제주도였다. 이 곳에서만 강풍으로 수많은 전신주와 가로등, 건물이 파손되었으며 정전이 발생해 7만 가구의 전기 공급이 중단되었다. 전라남도 완도군에서는 최대순간풍속이 51.8 m/가, 진도군에서는 43.6 m/가 각각 관측되었기도 했다. 8월 28일 전국에서 190만명에 달하는 주민이 정전 피해를 겪었고 3만 4천 가구를 제외한 모든 피해는 이 날 복구되었다. 또한 대한민국에서는 19명이 숨졌고 24명이 실종됐으며, 수백명이 대피하게 되는 사태가 벌어졌다. 언론기관들은 태풍 볼라벤으로 인해 엄청난 피해를 입었다고 보도했다. 대한민국에서 배가 가장 생산되는 전라남도 나주시에서는 약 1,400 헥타르(배 작물의 60%에 해당한다.)에 달하는 농경지가 파괴되었다. 또한 전국에서 9,000 헥타르 (22,000 에이커)의 사과와 배 농장이 파괴되어 볼라벤이 지나간 후 과일값은 엄청나게 뛰었다. 이 뿐만 아니라 단 하루만에 시금치는 124%가, 양배추는 72%가, 양상추의 값은 26%가 올랐다. 대한민국에서는 태풍 볼라벤으로 인해 800억원(7천만 달러)의 재산피해액이 집계되었는데 이 중 170억원이 항공사의 손실액이었다.

#### 간략한 피해 상황
- 8월 27일부터 제주도가 태풍 볼라벤의 직접 영향권에 들어감에 따라 제주국제공항을 오가는 항공편 다수가 결항됐다.[5]
- 8월 28일 오전 2시경 제주도 서귀포시 화순동 동방파제 남동쪽 1.2 km 해역에서 중국어선 2척이 태풍에 의해 좌초하여 중국선원 18명이 구조되고 7명이 숨졌으며 8명이 실종되었다.[6]
- 8월 28일 오전 6시 5분경 경상남도 사천시에서 대형 석탄운반선이 파도와 강풍에 닻이 풀려 연안으로 떠밀리는 바람에 V자 형태로 꺾이면서 배가 좌초되어 선원 18명이 고립되었다.[7]
- 8월 28일 오전 7시 10분경 전라남도 목포시 대양동의 한 병원 옥상에서 엘리베이터(승강기)가 고장나 확인을 하기 위해 옥상으로 갔던 병원 시설과장이 강풍에 건물 밖으로 추락해 숨졌다.[8]
- 8월 28일 오전 7시 40분경 전라남도 구례군 구례읍 로터리에서 구례경찰서 소속 전경대원 3명이 도로에 떨어진 철제구조물을 치우던중 강풍으로 인해 날아온 옆 건물 지붕에 맞아 3명이 부상을 입었다.[9]
- 8월 28일 오전 8시 5분경 대구광역시 달서구의 한 아파트단지 부근에서 태풍으로 가로수가 넘어져 등교중이던 고등학생과 차량을 덮쳐 3명이 다쳤다.[10]
- 8월 28일 오전 8시 35분경 전라남도 신안군 암태면 선착장 앞 해상에서 한 1500톤급 화물선이 강한 바람에 좌초되어 선원 10명이 고립되었다.[11]
- 8월 28일 오전 10시경 전라북도 남원시에 위치한 교룡산TV중계소가 낙뢰 피해를 입어 KBS, EBS, 전주MBC, JTV, 국악방송 등의 방송송출이 중단되어 남원, 순창, 장수, 임실 일부지역에서의 방송수신이 차질을 빚었다.[12]
- 8월 28일 오전 10시 20분경 전라북도 임실군 성수면의 30번 국도에서 한 운전자가 태풍으로 인해 도로에 쓰러진 나무를 치우던 도중 다른 나무가 쓰러지면서 깔려 숨졌다.[13]
- 8월 28일 오전 11시 10분경 전라북도 완주군 삼례읍의 한 아파트 주차장에서 강풍에 날린 간이 관리실로 사용되던 컨테이너 박스에 깔려 아파트 경비원 박 모씨가 숨졌다.[14]
- 8월 28일 낮 12시경 광주광역시에서 강풍에 날아온 교회 벽돌로 인해 기왓장이 무너져 80대 노인을 덮치면서 숨졌다.[15]
- 8월 28일 낮 12시경 경상북도 구미시의 한 2층 건물 옥상에서 고추건조대를 손보던 40대 주부가 강풍에 건물 밖으로 추락해 부상을 입었다.[16]
- 8월 28일 낮 12시 10분경 충청남도 서천군 한산면의 한 주택 옥상에서 고추 말리는 건조기에 비닐을 씌우던 70대 노인이 강풍에 건조기와 함께 떨어져 숨졌다.[17]
- 이 외 기타 여러 가지 피해로 사망, 실종자는 25명으로 집계되었다.

- 이 태풍은 2012년 중 한반도에 제일 피해를 많이 남긴 태풍이다.

### 조선민주주의인민공화국
조선민주주의인민공화국에서는 태풍 볼라벤이 동반한 폭우로 인해 많은 지역에서 홍수와 산사태가 발생했다. 조선중앙통신사는 황해남도, 황해북도, 함경남도, 평안남도와 남포특별시에 108 km/h (67 mph)가 넘는 강풍이 불었고 함경북도 김책시의 해안가에서는 1.11 m (3.6 ft)에 달하는 파도가 덮쳤다고 전했다. 가장 피해가 심했던 도(道)는 함경남도로 48명이 숨졌고 45명이 실종자로 등재되었으며 집 2,405동이 파괴되었고 1,500동이 반파되었다. 평안남도에서는 8명이 숨졌고 집 714동이 파괴되었다. 또한 함경북도에서는 2명이, 양강도에서는 1명이 사망했다. 전국에서 집 8,950동이 완파되었고 101,000 ha (250,000 에이커)의 농경지가 침수되었다. 추가적으로 나무 16,730 그루가 뽑혔고 공공건물 880곳에서 심각하게 피해를 입었다. 그리고 최소 59명이 숨졌고 50명이 실종되었으며 21,800명의 이재민이 발생하였다.
2016년 태풍 차바 이후 강력하였다.

### 중국과 러시아
초기에 태풍 볼라벤이 중국 북동부 지방에 도달하면서 많은 피해가 예상되었으나 피해는 적었다. 태풍 볼라벤으로 인해 가장 많은 강수량이 관측된 곳은 지린성의 창춘시로 120.6 mm를 기록했다. 이 곳에서만 25개소의 도로가 물에 잠겼고 20개의 전신주가 붕괴되었다. 수천명의 주민들이 홍수로 인해 대피하게 되었다. 지린 성에서만 690,000 헥타르 (1,700,000 에이커)의 농작물이 피해를 입었다.
8월 29일, 태풍 볼라벤이 온대저기압으로 변질된 이후 그 잔해물이 북동쪽으로 이동해 프리모르스키 지방에서 90 km/h (56 mph)의 강풍이 불었고 9,800명이 정전 피해를 입었다. 정전 피해는 곧 복구되었다. 블라디보스토크에서는 118 km/h (73 mph)에 달하는 돌풍이 불어 루스키섬 연락교의 통행이 차단되었다.
그러나 그 온대저기압(볼라벤)으로 인해 하바롭스크 지방에서는 볼라벤의 많은 비가 산불 6건이 소화되도록 도움을 주기도 하였다.

## 관련 통계
| 순위 | 발생일      | 태풍명        | 재산 피해액 (억원) |
| ---- | ----------- | ------------- | ------------------ |
| 1위  | 0215        | 루사          | 51,479             |
| 2위  | 0314        | 매미          | 42,225             |
| 3위  | 0603        | 에위니아      | 18,344             |
| 4위  | 9907        | 올가          | 10,490             |
| 5위  | 1214 / 1215 | 덴빈 / 볼라벤 | 6,365              |
| 6위  | 9507        | 재니스        | 4,563              |
| 7위  | 8705        | 셀마          | 3,913              |
| 8위  | 1216        | 산바          | 3,657              |
| 9위  | 9809        | 예니          | 2,749              |
| 10위 | 0012        | 프라피룬      | 2,521              |

| 순위 | 태풍 번호 | 태풍 이름     | 최저 해면 기압 | 관측 연월일 | 관측 장소 |
| ---- | --------- | ------------- | -------------- | ----------- | --------- |
| 1위  | 5914      | 사라          | 951.5 hPa      | 1959/9/17   | 부산      |
| 2위  | 0314      | 매미          | 954.0 hPa      | 2003/9/12   | 통영      |
| 3위  | 2009      | 마이삭        | 957.0 hPa      | 2020/9/03   | 거제      |
| 4위  | 2010      | 하이선        | 957.6 hPa      | 2020/9/07   | 부산      |
| 5위  | 3693      | (태풍 3693호) | 959.4 hPa      | 1936/8/27   | 제주      |
| 6위  | 0014      | 사오마이      | 959.6 hPa      | 2000/9/16   | 통영      |
| 7위  | 2211      | 힌남노        | 959.7 hPa      | 2022/9/6    | 부산      |
| 8위  | 8705      | 셀마          | 961.5 hPa      | 1987/7/15   | 서귀포    |
| 9위  | 8712      | 다이너        | 961.7 hPa      | 1987/8/31   | 부산      |
| 10위 | 1215      | 볼라벤        | 961.9 hPa      | 2012/8/28   | 흑산도    |

| 순위 | 태풍 번호 | 태풍 이름 | 최대 순간 풍속 | 관측 연월일 | 관측 장소 |
| ---- | --------- | --------- | -------------- | ----------- | --------- |
| 1위  | 0314      | 매미      | 60.0 m/s       | 2003/9/12   | 제주      |
| 2위  | 0012      | 프라피룬  | 58.3 m/s       | 2000/8/31   | 흑산도    |
| 3위  | 0215      | 루사      | 56.7 m/s       | 2002/8/31   | 고산      |
| 4위  | 1618      | 차바      | 56.5 m/s       | 2016/10/5   | 고산      |
| 5위  | 1913      | 링링      | 54.4 m/s       | 2019/9/7    | 흑산도    |
| 6위  | 0711      | 나리      | 52.4 m/s       | 2007/9/17   | 울릉도    |
| 7위  | 1215      | 볼라벤    | 51.8 m/s       | 2012/8/28   | 완도      |
| 8위  | 9219      | 테드      | 51.0 m/s       | 1992/9/25   | 울릉도    |
| 9위  | 2009      | 마이삭    | 49.2 m/s       | 2020/9/3    | 고산      |
| 10위 | 8613      | 베라      | 49.0 m/s       | 1986/8/28   | 울진      |

## 같이 보기
- 2012년 태풍
- 태풍 덴빈 (2012년)